# Кроссли, Леонард
Леона́рд Кро́ссли, также широко распространена испанизированная форма его имени Леона́рдо (англ. Leonard Crossley, исп. Leonardo Crossley; 1883, Лондон — 1958) — английский футболист, выступавший на позиции вратаря. Наиболее известен по игре за уругвайский «Пеньяроль» в 1906—1915 годах. Оказал значительное воздействие на развитие уругвайской вратарской школы. Работал стенографистом в офисе Центральной уругвайской железной дороги (ЦУЖД), принадлежавшей английскому капиталу. После завершения спортивной карьеры работал футбольным функционером.

## Биография
Леонард Кросли играл в футбол за один из лондонских клубов во Втором дивизионе чемпионата Англии. После одного из матчей к нему подошёл представитель «Эвертона» и выразил сожаление, что Кроссли не вырос на 10 см (в оригинале — 4 дюйма), иначе он смог бы играть за ливерпульскую команду в Первом дивизионе. В 1906 году президент ЦУЖД Чарльз В. Бейн привёз Леонарда Кросли сначала в Буэнос-Айрес, а затем в Монтевидео, где тот стал работать стенографистом в британской компании. Бейн скептически относился к развитию футбольной команды ЦУЖД, однако Кросли рассказал свою историю представителям команды, и в том же году англичанин стал защищать ворота ЦУЖДКК.
В команде уже был опытный вратарь Луис «Панчо» Карбоне, и поэтому англичанину пришлось побороться за место в основе. В 1906 году ЦУЖДКК выступил в чемпионате неудачно, хотя и заняв второе место по дополнительным показателям, но сильно отстав от «Уондерерс». И уже в следующем году, поменяв вратаря и став более аккуратно действовать в поле, «угольщики» сумели выиграть чемпионат страны, а также ещё два престижных кубка — Чести (Honor) и Вызова (Competencia).
Кросли привнёс в уругвайский футбол новый подход к вратарской игре. Раньше практически всегда стражи ворот пытались выбивать мяч ногой, однако Леонардо использовал ноги лишь в самых крайних случаях. Он старался перехватывать мяч руками, и зачастую это было связано с риском получить травму. Так, в класико 1908 года против «Насьоналя» Кроссли получил серьёзную травму в борьбе с нападающим на 15-й минуте и покинул поле. Вместо него в ворота встал полевой игрок Пинтос. Однако в конце матча Кроссли сумел вернуться на поле. После одного из матчей против «Тевтонии» в уругвайских газетах деже появилась новость о гибели вратаря в результате столкновения с соперником, но позже эта информация была опровергнута. Этот новый подход к вратарской игре, привнесённый Кроссли, отмечал двукратный чемпион Южной Америки (1916, 1917) Каэтано Сапорити.
В 1911 году Леонард Кроссли помог своей команде выиграть ещё один титул чемпиона Уругвая. Также он дважды становился победителем международного Кубка Славы Коусиньер.
В 1913 году Кроссли сыграл важную роль в сохранении команды, когда та отделилась от ЦУЖД и преобразовалась в футбольный клуб «Пеньяроль». После завершения спортивной карьеры, в 1917 году Кроссли стал почётным членом «Пеньяроля». На протяжении нескольких десятилетий он работал на руководящих постах в клубе, в основном занимался кадровой политикой. В 1935—1936 годах работал казначеем «Пеньяроля»; кроме того, Леонард Кроссли стал одним из основателей судейской коллегии Уругвая.

## Достижения
- Чемпион Уругвая (2): 1907, 1911
- Вице-чемпион Уругвая (6): 1906, 1909, 1910, 1912, 1914, 1915
- / Обладатель Кубка Славы Коусиньер (2): 1909, 1911